# Canton d'Ayen
Le canton d'Ayen est une ancienne division administrative française située dans le département de la Corrèze, en région Limousin.

## Histoire
Le canton d'Ayen est l'un des cantons de la Corrèze créés en 1790, en même temps que la plupart des autres cantons français. Il a d'abord été rattaché au district de Brive avant de faire partie de l'arrondissement de Brive-la-Gaillarde.

### Redécoupage cantonal de 2014-2015
Par décret du 24 février 2014, le nombre de cantons du département passe de 37 à 19, avec mise en application aux élections départementales de mars 2015. Le canton d'Ayen est supprimé à cette occasion. Ses onze communes sont alors rattachées au canton de l'Yssandonnais (bureau centralisateur : Objat).

## Géographie
Ce canton était organisé autour d'Ayen dans l'arrondissement de Brive-la-Gaillarde. Son altitude variait de 99 m (Brignac-la-Plaine) à 379 m (Ayen) pour une altitude moyenne de 275 m.

## Représentation

### Conseillers généraux de 1833 à 2015
| Période                                  | Période      | Identité                            | Étiquette                    | Qualité |
| ---------------------------------------- | ------------ | ----------------------------------- | ---------------------------- | --- |
| 1833                                     | 1839         | François-Ignace Delort de la Flotte |                              | Lieutenant-colonel d'artillerie                                                                                      |
| 1839                                     | 1842 (décès) | Aimé Alexis Honoré Jean Sirey       |                              | Avocat, propriétaire à Objat                                                                                         |
| 1842                                     | 1852         | Pierre-Armand Brouilhet             |                              | Docteur - Maire d'Ayen                                                                                               |
| 1852                                     | 1857         | Arnaud Froidefond (1779-1860)       |                              | Médecin, propriétaire à La Chalucie, maire de Perpezac-le-Blanc puis de Brignac                                      |
| 1857                                     | 1858         | François Favart                     | Droite (Majorité dynastique) | Avocat Député (1848-1849 et 1852-1857)- Maire de Tulle (1846-?)                                                      |
| 1858                                     | 1871         | Pierre-Aimé Berthy-Lafon            |                              | Notaire à Yssandon                                                                                                   |
| 1871                                     | 1883 (décès) | Louis Chassaignac de Latrade        | Gauche républicaine          | Ancien préfet Député (1848-1851 et 1873-1883)                                                                        |
| 1884                                     | 1895         | Antoine Blanc                       |                              | Notaire, maire d'Objat                                                                                               |
| 1895                                     | 1919         | Gabriel Lagarde                     | Radical                      | Notaire, maire d'Ayen                                                                                                |
| 1919                                     | 1940         | Jean-Séverin Laurier (1886-1950)    | Républicain                  | Avoué - Maire de Perpezac-le-Blanc                                                                                   |
|                                          |              |                                     |                              | |
| 1942                                     | 1945         | Louis Mareuse                       |                              | Maire d'Ayen Nommé conseiller départemental en 1942                                                                  |
|                                          |              |                                     |                              | |
| 1945                                     | 1949         | Paul Simon                          | Rad.                         | Constructeur de cycles Maire d'Objat (1930-1941 et 1944-1949)                                                        |
| 1949                                     | 1967         | François Lagarde                    | SE                           | Minotier - Maire d'Objat (1941-1944 et 1949-1967)                                                                    |
| 1967                                     | 1970 (décès) | Jean Lagarde                        | SE                           | Propriétaire à Objat                                                                                                 |
| 7 février 1971                           | 1979         | Maurice Cassan                      | DVD                          | Médecin - Maire d'Ayen                                                                                               |
| 1979                                     | 1983 (décès) | Roger Lajoinie (1929-1983)          | PCF                          | Technicien agricole, Perpezac-le-Blanc Suppléant du député Jacques Chaminade (1978-1981)                             |
| 1983                                     | 2004         | Jacques Lagrave                     | RPR                          | Commandant de gendarmerie Maire d'Objat (1983-2007) Suppléant de Jean Charbonnel (1988-1993)                         |
| 2004                                     | 2015         | Gérard Bonnet                       | PS                           | Haut-fonctionnaire Ancien maire de Brandonnet (Aveyron) Vice-président du Conseil général puis président (2012-2015) |
| Les données manquantes sont à compléter. |              |                                     |                              | |

### Élections cantonales des 21 et 28 mars 2004
Source : Ministère de l'Intérieur, de l'Outre-mer et des Collectivités territoriales
1er tour
- Gérard Bonnet (PS) - 25,05 %
- Tristan Vigier (UMP) - 31,36 %
- Jean-Louis Faure (PCF) - 13,13 %
- Paul Reynal (DVD), maire d'Ayen - 26,42 %
- Marc Esnoult (FN) - 4,04 %

2e tour
- Gérard Bonnet (PS) - 39,12 % - Élu
- Tristan Vigier (UMP) - 33,44 %
- Paul Reynal (DVD), maire d'Ayen - 27,44 %

### Conseillers d'arrondissement (de 1833 à 1940)
| Période                                  | Période                 | Identité                  | Étiquette                | Qualité |
| ---------------------------------------- | ----------------------- | ------------------------- | ------------------------ | --- |
| 1833                                     | 1839                    | M. Debert de la Crousille |                          | Officier retraité, ancien maire d'Ayen                                                                      |
| 1839                                     | 1848                    | M. Dalmai                 |                          | Propriétaire à Saint-Robert                                                                                 |
|                                          |                         |                           |                          | |
| 1883                                     | 1896 (décès)            | Alfred Chabrelié          | Républicain progressiste | Maire d'Ayen                                                                                                |
|                                          |                         |                           |                          | |
| 1922                                     | 25 octobre 1928 (décès) | Jean Lascaux              | Radical                  | Maire d'Objat                                                                                               |
|                                          |                         |                           |                          | |
| 1934                                     | 1940                    | Adrien Delmas             | Radical                  | Planteur de tabac, maire d'Yssandon                                                                         |
| 1940                                     |                         |                           |                          | Les conseils d'arrondissement ont été suspendus par la loi du 12 octobre 1940 et n'ont jamais été réactivés |
| Les données manquantes sont à compléter. |                         |                           |                          | |

## Composition
Le canton d'Ayen regroupait onze communes et comptait 8 756 habitants au 1er janvier 2012.
| Nom               | Code Insee | Intercommunalité      | Population (dernière pop. légale) |
| ----------------- | ---------- | --------------------- | --------------------------------- |
| Ayen (chef-lieu)  | 19015      | CA du Bassin de Brive | 727 (2014)                        |
| Brignac-la-Plaine | 19030      | CA du Bassin de Brive | 972 (2014)                        |
| Louignac          | 19120      | CA du Bassin de Brive | 228 (2014)                        |
| Objat             | 19153      | CA du Bassin de Brive | 3 574 (2014)                      |
| Perpezac-le-Blanc | 19161      | CA du Bassin de Brive | 475 (2014)                        |
| Saint-Aulaire     | 19182      | CA du Bassin de Brive | 839 (2014)                        |
| Saint-Cyprien     | 19195      | CA du Bassin de Brive | 380 (2014)                        |
| Saint-Robert      | 19239      | CA du Bassin de Brive | 335 (2014)                        |
| Segonzac          | 19253      | CA du Bassin de Brive | 227 (2014)                        |
| Vars-sur-Roseix   | 19279      | CA du Bassin de Brive | 364 (2014)                        |
| Yssandon          | 19289      | CA du Bassin de Brive | 717 (2014)                        |

## Démographie
| 1962  | 1968  | 1975  | 1982  | 1990  | 1999  | 2006  | 2011  | 2012  |
| ----- | ----- | ----- | ----- | ----- | ----- | ----- | ----- | ----- |
| 7 492 | 7 465 | 7 573 | 7 790 | 7 681 | 7 812 | 8 071 | 8 733 | 8 756 |